# Haemogregarina koppiensis
Haemogregarina koppiensis is een soort in de taxonomische indeling van de Myzozoa, een stam van microscopische parasitaire dieren. Het organisme komt uit het geslacht Haemogregarina en behoort tot de familie Haemogregarinidae. Haemogregarina koppiensis werd in 2001 ontdekt door Smit & Davies.